# Randy Johnston
Randy Johnston (* 1956 in Detroit) ist ein US-amerikanischer  Jazzgitarrist.

## Leben und Wirken
Johnston lebte in seiner Jugendzeit in Richmond (Virginia) und spielte zunächst Rockmusik. Ende der 1970er Jahre studierte er an der University of Miami und konzentrierte sich mehr auf den Jazz und arbeitete dort mit Ira Sullivan. 1981 zog er nach New York City; in den 1980er Jahren arbeitete er mit Houston Person und Etta Jones. 1991 schloss er einen Plattenvertrag mit Muse Records ab und nahm zwei Alben mit Person als Produzenten auf; Toningenieur war Rudy Van Gelder. Seitdem nahm er eine Reihe weiterer Alben vor allem für das High Note-Label auf, an denen Bill Easley (1991), Uri Caine, Mickey Roker (1997), Johnny Griffin, Joey DeFrancesco und Idris Muhammad (1998) sowie David Fathead Newman (2001) als Gastmusiker mitwirkten. Außerdem wirkte er bei Aufnahmen von Lionel Hampton, Lou Donaldson (Live at the QE2), Jack McDuff, Dr. Lonnie Smith, John DeFrancesco und Joey DeFrancesco (The Champ, 1998) mit. 2019 leitete Johnston ein Trio mit Pat Bianchi (Orgel) und Sanah Kadoura (Schlagzeug).
Richard Cook & Brian Morton vergleichen Johnston mit Grant Green.

## Diskographische Hinweise
- Walk On (Muse Records, 1991) mit Bill Easley, Benny Green
- Jubilation (Muse, 1992) mit Eric Alexander, Bruce Barth
- In-A-Chord (Muse, 1994)
- Somewhere in the Night (HighNote Records, 1997) mit Uri Caine, Nat Reeves, Mickey Roker
- Riding the Curve (JCurve, 1998) mit Johnny Griffin, Joey DeFrancesco; Idris Muhammad
- Homage (JCurve, 2000) mit Nick Brignola, Jim Rotondi
- Detour Ahead (HighNote, 2001) mit David Fathead Newman, Houston Person
- Hit & Run (HighNote, 2002) mit Bruce Barth, Joe Locke
- Is it You? (HighNote, 2005) mit Xavier Davis, Dwayne Burno